# إبراهيم آل عز الدين العاملي
الشيخ إبراهيم بن حسن بن محمد بن علي بن يوسف بن محمد بن إسماعيل بن إبراهيم آل عز الدين العاملي (ت. 1333 هـ). هو رجل دين وشاعر شيعي لبناني من جبل عامل، وكانت بداية نشأته العلميَّة في قرية حناويه التابعة لقضاء صور إذ درس عند جده محمد عز الدين في مدرسة حناويه، ثم هاجر بعد وفاة جده إلى النجف للالتحاق بحوزتها العلميَّة، فبقي هناك عدة سنين ثم رجع إلى جبل عامل بعد وفاة والده الشيخ حسن وسكن بحناويه، وعمل بحناويه في التدريس والتأليف حتى وفاته.
وينتسب إلى أسرة آل عز الدين وهي من الأسر المشهورة في صور، وقد قال محسن الأمين في ترجمته له: ”وآل عز الدين من البيوتات العلمية في جبل عامل خرج منهم علماء وأدباء وشعراء وأول من نبغ منهم جد المترجم ثم أولاده واحفاده“.

## مؤلفاته
ذكر محسن الأمين في ترجمته له بموسوعة أعيان الشيعة أنَّ: ”له مصنفات في النحو والمنطق وله ديوان شعر كبير“، كما ذكر آغا بزرگ الطهراني هذا الديوان في موسوعته الذريعة نقلاً عن أعيان الشيعة.

## وفاته
كانت وفاته سنة 1333هـ في قرية حناويه، وبها دُفن.

### الكتب
- أعيان الشيعة. محسن الأمين، طبع بيروت - لبنان، تاريخ الطبع مفقود، منشورات دار التعارف.
- الذريعة إلى تصانيف الشيعة. آغا بزرگ الطهراني، طبع بيروت - لبنان، تاريخ الطبع مفقود، منشورات دار الأضواء.

### إشارات مرجعية
1. 1 2 3  
الأمين، محسن. أعيان الشيعة - ج2. ص. 127. مؤرشف من الأصل في 2019-12-09.
2. ↑  الطهراني، آغا بزرگ. الذريعة إلى تصانيف الشيعة - ج9. ص. 15. مؤرشف من الأصل في 2019-12-15.